# Sacha Dhawan
Sacha Dhawan (ur. 1 maja 1984 w Bramhall) – angielski aktor filmowy, telewizyjny, teatralny i radiowy.
Kształcił się w Laine-Johnson Theatre School w Manchesterze. Jako aktor zadebiutował w wieku 12 lat. Uczęszczał do Aquinas College w Stockport.
Wystąpił w serialu Kolegium Weirdsister. Przygód niefortunnej czarownicy ciąg dalszy oraz drugiej i trzeciej serii Out of Sight. Pojawił się w serialu The Last Train. Gościnnie występował w EastEnders, Altogether Now i City Central. Teatralnie zagrał rolę Akthara w tragikomedii The History Boys Alana Bennetta. W 2008 roku wystąpił jako Ben Chandrakar w miniserialu pt. Wired z takimi aktorami jak Jodie Whittaker czy Laurence Fox. W 2010 roku w serialu komediowym pt. Dostawa na telefon wcielił się w postać Manmeeta.
W 2013 roku zagrał rolę reżysera, Warisa Husseina w brytyjskim filmie dokumentalnym pt. An Adventure in Space and Time, opisującym początki serialu Doktor Who.
W 2020 roku został obsadzony także w serialu Doktor Who, gdzie w serii 12. tego serialu odgrywa rolę jednego z głównych wrogów Doktora, Mistrza. 

## Filmografia

### Filmy
- 2003: EastEnders: Perfectly Frank (TV) jako DC Wayne Atkins
- 2006:  Forgive (film krótkometrażowy) jako Rajesh
- 2006: Męska historia jako Adi Akthar
- 2010: Splintered jako Sam
- 2012: Girl Shaped Love Drug jako Him
- 2012: Tajemnica Edwina Drooda (The Mystery of Edwin Drood) jako Neville Landless
- 2013: An Adventure in Space and Time (TV) jako Waris Hussein
- 2013: 1000 lat po Ziemi jako Hesper Pilot
- 2015: Dama w vanie (The Lady in the Van) jako lekarz przy Gloucester Crescent
- 2018: National Theatre Live: Allelujah!

### Seriale TV
- 2001–2002: Kolegium Weirdsister. Przygód niefortunnej czarownicy ciąg dalszy jako Azmat Madari
- 2008–2015: Stacyjkowo jako Eddie
- 2009: Paradoks jako Jaz Roy
- 2010-2011: Dostawa na telefon jako Manmeet
- 2012: Być człowiekiem jako Pete
- 2012: Utopia jako Paul
- 2014: 24: Jeszcze jeden dzień jako Naveed Shabazz
- 2017: Sherlock jako Ajay
- 2017-2018: Iron Fist jako Davos
- 2020–: Doktor Who jako Mistrz

### Gry komputerowe
- 2010: Gray Matter jako Mailk (głos)
- 2017: Mass Effect: Andromeda - głos